# Noh Seung-yul
Noh Seung-yul (Gangwon-do, 29 mei 1991) is een professionele golfer uit Zuid-Korea

## Amateur
De ouders van Noh woonden vlak bij het strand waar Noh op 7-jarige leeftijd al begon ballen te slaan. In zijn jonge jaren was zijn vader meestal zijn caddie en coach.

In 2005 won Noh het Koreaans Kampioenschap voor amateurs en junioren. In 2006 en 2007  speelde hij in de nationale selectie.

## Professional
Noh werd in 2007 professional. Op de Tourschool haalde hij meteen een spelerskaart voor de Aziatische PGA Tour van 2008. Hier speelde hij 16 toernooien. en haalde in zijn rookie-jaar al zijn eerste overwinning. Ook eindigde hij nog driemaal op de tweede plaats en zes keer in de top 10.

In 2010 is hij rookie op de Europese PGA Tour; hij speelt op het KLM Open, en hij staat dan als hoogstgeplaatste rookie op nummer 30 van de Race To Dubai. Matteo Manassero staat nummer 68 en zal een toernooi moeten winnen om hem in te halen.
Bij de Aziatische PGA Tour wint hij de Order of Merit van 2010, hij is de jongste winnaar ooit. Hij werd bovendien Speler van het Jaar.

### Gewonnen
PGA Tour
| Nr. | Datum         | Toernooi                      | Score           | Score | Info |
| --- | ------------- | ----------------------------- | --------------- | ----- | ---- |
| 1   | 27 april 2014 | Zurich Classic of New Orleans | 65-68-65-71=269 | –19   |      |

Europese Tour
| Nr. | Datum        | Toernooi               | Score           | Score | Info                                          |
| --- | ------------ | ---------------------- | --------------- | ----- | --------------------------------------------- |
| 1   | 7 maart 2010 | Maybank Malaysian Open | 69-70-67-68=274 | –14   | Verslag Telde ook mee voor de Aziatische Tour |

Aziatische Tour
| Nr. | Datum           | Toernooi               | Score           | Score | Info                                        |
| --- | --------------- | ---------------------- | --------------- | ----- | ------------------------------------------- |
| 1   | 19 oktober 2008 | Midea China Classic    | 66-66-67-68=267 | –17   |                                             |
| 2   | 7 maart 2010    | Maybank Malaysian Open | 69-70-67-68=274 | –14   | Verslag Telde ook mee voor de Europese Tour |

Web.com Tour
| Nr. | Datum             | Toernooi                                    | Score           | Score | Info |
| --- | ----------------- | ------------------------------------------- | --------------- | ----- | ---- |
| 1   | 15 september 2013 | Nationwide Children's Hospital Championship | 68-65-70-69=272 | –12   |      |